# آناپورنا ۴
آناپورنا ۴ (انگلیسی: Annapurna IV) کوهی در توده‌کوه آناپورنا در هیمالیا است که در نزدیکی کوه آناپورنا ۲ قرار دارد. این کوه نخستین‌بار در سال ۱۹۵۵ توسط کوهنوردان آلمانی از راه رخ شمالی و پشته شمال‌غربی صعود شد.

## ریزش سنگ
گمان می‌رود که ریزش سنگ از کوه آناپورنا ۴ باعث بسته‌شدن رودخانه ستی و ایجاد یک سد موقتی شده‌است.

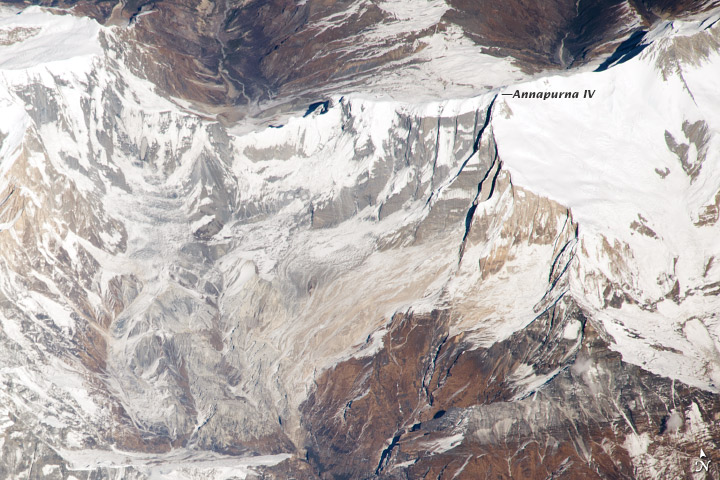
آناپورنا ۴
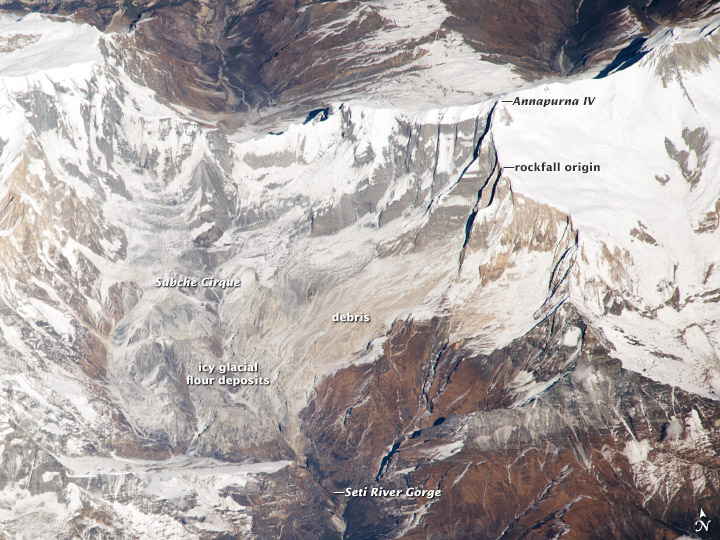
ریزش سنگ و بسته‌شدن موقتی رودخانه